# Melittidae
Famille
Les Melittidae sont une famille d'insectes hyménoptères. Ce sont des abeilles.

## Classification
Cette famille regroupe 17 genres, soit 167 espèces au niveau mondial, dont 14 genres et 127 espèces pour l'Ancien Monde (zones Étiophienne et Paléarctique).
Historiquement, les premières espèces de Melittidae décrites ont été classées parmi les premiers genres d’Apoidea décrits : Apis et Andrena.
- Sous-famille des Dasypodainae BÖRNER 1919
  - Tribu des Dasypodaini MICHENER 1981
    - genre Capicola FRIESE 1911
    - genre Dasypoda LATREILLE 1802
    - genre Eremaphanta POPOV 1940
    - genre Hesperapis COCKERELL 1898
    - genre Xeralictoides STAGE 1981

  - Tribu des Promelittini MICHENER 1981
    - genre Promelitta WARNCKE 1977

  - Tribu des Sambini MICHENER 1981
    - genre Haplomelitta COCKERELL 1934
    - genre Samba FRIESE 1908
- Sous-famille des Meganomiinae MICHENER 1981
  -     - genre Ceratomonia MICHENER 1981
    - genre Meganomia COCKERELL 1931
    - genre Pseudophilanthus ALFKEN 1939
    - genre Uromonia MICHENER 1981
- Sous-famille des Melittinae SCHENK 1861
  -     - genre Macropis PANZER 1809
    - genre Melitta KIRBY 1802
    - genre Rediviva FRIESE 1911
    - genre Redivivoides MICHENER 1981